# Courante uyt Italien, Duytslandt, &c.
Courante uyt Italien, Duytslandt, &c. (en español, Eventos actuales de Italia, Alemania, etc.) fue el primer periódico en idioma neerlandés. Fue publicado en junio de 1618 en Ámsterdam.  Fue un periódico semanal de carácter regular, y el primero en gran formato. Anteriormente, los periódicos noticiosos habían sido panfletos de menor tamaño.
El periódico no incluye datos sobre el impresor o editor. Publicaciones similares aparecidas posteriormente sugieren que fue impreso por Joris Veseler y publicado y editado por Caspar van Hilten. La fecha exacta de la publicación se desconoce, pero las fechas de los artículos noticiosos sugieren que fue probablemente impreso entre el 14 y 18 de junio de 1618.

## Formato y tipografía
El Courante constaba de una sola página en tamaño grande (broadsheet) en folio. Esto significa que era una hoja, doblada una vez, para formar cuatro planas. Las primeras ediciones fueron impresas en un solo lado de la hoja. No tienen número serial, ni fecha o datos del editor. Esas características hoy son consideradas esenciales para un periódico.
La primera edición incluyó noticias de cuatro fuentes, incluyendo Venecia, Colonia y Praga. Esto se corresponde con el nombre del periódico, que en español significa "Eventos actuales de Italia, Alemania, etc.". El texto principal se divide en dos columnas, separadas por un gutter y una línea. No hay líneas vacías dentro del cuerpo del texto.
La única copia sobreviviente de la primera edición se encuentra en la Kungliga Biblioteket en Estocolmo. Ediciones posteriores, de 1628 a 1664, pueden encontrarse en la Koninklijke Bibliotheek en La Haya.
El Courante apareció hasta 1672, cuando se fusionó con el Ordinarisse Middel-Weeckse Courant y el Ordinaris Dingsdaegse Courant, formando el Amsterdam Courant, el que eventualmente se fusionaría con De Telegraaf en 1903.